# Epimolis zatrephica
Epimolis zatrephica là một loài bướm đêm thuộc phân họ Arctiinae, họ Erebidae.